# الاتحاد الرياضي بقصور الساف
الاتحاد الرياضي بقصور الساف هو فريق كرة قدم تونسي تأسس في 26 يوليو 1957 في مدينة قصور الساف ، ولاية المهدية يلعب هذا الفريق في الرابطة التونسية الثالثة لكرة القدم بمجموعة الجنوب في موسم 2019 - 2020.صعد هذا الموسم 2024/2025 للرابطة المحترفة الثانية للمرة الثانية فى تاريخه

## وصلات خارجية
- الموقع الرسمي للجامعة التونسية لكرة القدم